# Disel Pensa
Disel Pensa (russisch Дизель Пенза) ist ein 1955 gegründeter russischer Eishockeyklub aus Pensa. Die Mannschaft spielt in der Wysschaja Hockey-Liga und trägt ihre Heimspiele im Eissportpalast Pensa aus. Die Vereinsfarben sind blau, weiß und gelb.

## Geschichte
Der Klub wurde 1955 unter dem Namen Burewestnik Pensa gegründet. 1963 erfolgte der erste von insgesamt zwei Meistertiteln in der Wysschaja Liga. Zudem wurde die Mannschaft im selben Jahr in Diselist Pensa umbenannt. Unter diesem Namen gewann Pensa 1974 den zweiten Titel. 1996 stieg Diselist in die Superliga auf, 1998 wieder ab. Von 1998 bis 2010 spielte man wieder in der zweitklassigen Wysschaja Liga. Seit 2002 ist der Beiname auf Disel gekürzt. 2010 wurde Disel Pensa in die Wysschaja Hockey-Liga, die Nachfolgeliga der Wysschaja Liga aufgenommen.
Disel Pensa fungiert als Farmteam des KHL-Teilnehmers HK Sotschi.

## Bekannte ehemalige Spieler
- Sergei Jaschin (1979–1980)